# Enogastronomia
L'enogastronomia è l'insieme dell'enologia intesa in senso generale di bevande alcoliche (come la birra), e della gastronomia, riferito ad un territorio è l'unione tra i vari tipi di vino e la gastronomia vasta e varia.

## Descrizione
L'enogastronomia, che solamente negli ultimi anni ha acquisito dignità accademica, è una disciplina che studia i rapporti tra il territorio - inteso in una accezione olistica e polisemica - e le attività umane tese alla coltivazione, trasformazione, commercio e consumo dei prodotti della terra, siano questi bevande o alimenti. Con enogastronomia si intende non solo l'insieme dei prodotti che una data comunità di persone riesce a produrre e/o consumare in rapporto a un territorio, ma anche il "pensiero gastronomico" che sottende ogni scelta e percezione del cibo da parte di individui e società, alle modalità di consumo e di condivisione dei cibi .

## Legislazione europea
L'Unione europea regolamenta e tutela i prodotti gastronomici ed enologici e orienta il consumatore attraverso diversi marchi di origine assegnati ai prodotti agroalimentari realizzati seguendo un disciplinare di produzione.
Attraverso tali prodotti si delinea un'Europa fatta di tipicità culinarie ed enologiche strettamente legate al territorio di produzione, specchio della geografia e della storia delle diverse culture che abitano il continente.
Un fenomeno attuale che testimonia l'interesse della comunità nell'enogastronomia è il turismo enogastronomico, che solo in Italia ha sviluppato un giro d'affari di circa 5 miliardi nel 2011.